# Felice Albers
Felice Albers, född den 27 december 1999 i Amstelveen, är en nederländsk landhockeyspelare.

## Karriär
Felice Albers blev år 2022 utsedd till världens bästa kvinnliga landhockeyspelare. Hon ingick i det nederländska landhockeylag som tog guld vid OS 2020 och OS 2024.